# 보드어군
보드어군(Bodish)은 티베트어군 및 이와 연관된 중국티베트어족의 몇몇 언어들을 묶은 가설적 분류로, 티베트, 북인도, 네팔, 부탄, 파키스탄 북단에 걸쳐 화자가 분포한다. 이 모든 언어가 중국-티베트어족 내에서 계통군을 형성하는지, 즉 특징적인 개신(innovation)을 공유하는지는 아직 입증되지 않았다. Bodish라는 이름은 언어학자 Robert Shafer가 처음 제시했는데, 티베트어에서 스스로를 가리키는 Bod(현대 라싸 티베트어 발음은 '뵈'[pʰøːʔ˨˧˩])에서 따온 것이다.

## 역사
Shafer는 보드어군을 서부 보드어, 중부 보드어, 남부 보드어, 동부 보드어로 세분하고, 이에 더하여 주변적인 타망어군(구룽어군), 창라어, 걀롱어군을 자매 분파로 함께 묶었다. 현재는 서, 중, 남부의 보드어가 모두 고대 티베트어에서 유래하였으므로 한 곳에 묶이고 동부 보드어군을 그 자매 분파로 보아야 한다는 시각이 일반적으로 받아들여지고 있다. 또한 최근 분류에서는 걀롱어군을 중국티베트어족 내의 독자적 분파로 보고 생략하기도 한다.
Bradley(1997)는 여기에 서부 히말라야어군(West Himalayish)을 추가하여 더 광범위한 "보드어군"을 정의하였는데, 이는 다른 분류 체계에서 이르는 티베트카나우리어군과 거의 동일한 묶음이다.

## 언어
- 티베트어군
- 동부 보드어군

## 참고 문헌
- Bradley, David (1997), 〈Tibeto-Burman languages and classification〉 (PDF),   Bradley, David, 《Tibeto-Burman languages of the Himalayas》, Papers in South East Asian linguistics 14, Canberra: Pacific Linguistics, 1–71쪽, ISBN 978-0-85883-456-9.
- Hill, Nathan W. (2010), “Overview of Old Tibetan synchronic phonology” (PDF), 《Transactions of the Philological Society》 108 (2): 110–125, CiteSeerX 10.1.1.694.8283, doi:10.1111/j.1467-968X.2010.01234.x.
- Shafer, Robert (1955), “Classification of the Sino-Tibetan languages”, 《Word (Journal of the Linguistic Circle of New York)》 11 (1): 94–111, doi:10.1080/00437956.1955.11659552.
- Tournadre, Nicolas (2014), 〈The Tibetic languages and their classification〉,   Owen-Smith, Thomas; Hill, Nathan W., 《Trans-Himalayan Linguistics: Historical and Descriptive Linguistics of the Himalayan Area》, De Gruyter, 103–129쪽, ISBN 978-3-11-031074-0. (preprint)